# Jacek Tylicki

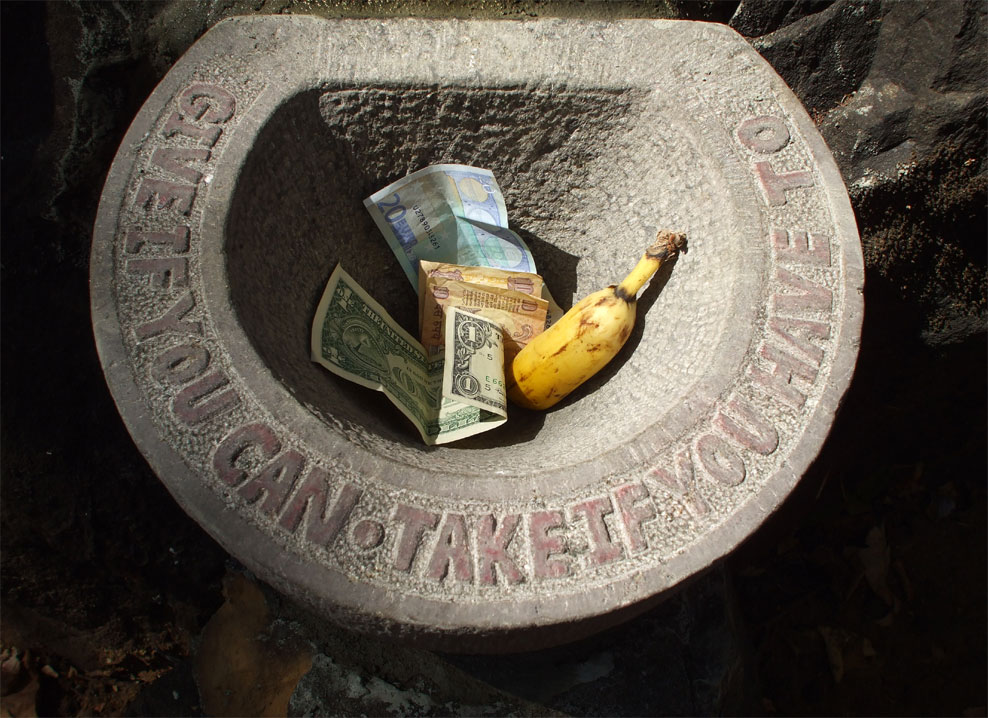
Jacek Tylicki: Kamenná socha, Palolem Island, Indie, 2008

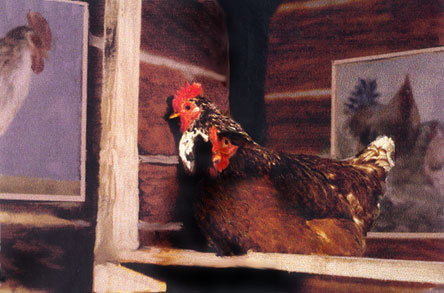
Jacek Tylicki: Instalace Chicken Art, Now Gallery, New York, 1987 oraz SFINKS Sopoty 1993

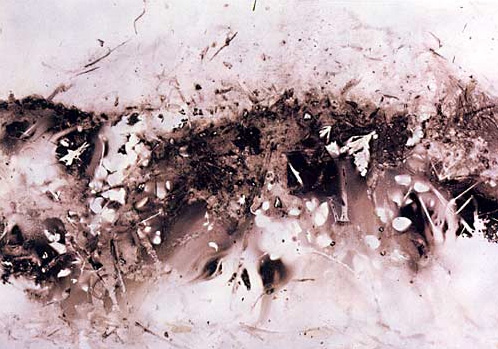
Jacek Tylicki: Natural Art, Nr.183,
(Vytvořeno přírodou). staré lesní stromy, jižní Švédsko, 17.8 - 29.8 1976, 47,5 x 35,5 cm

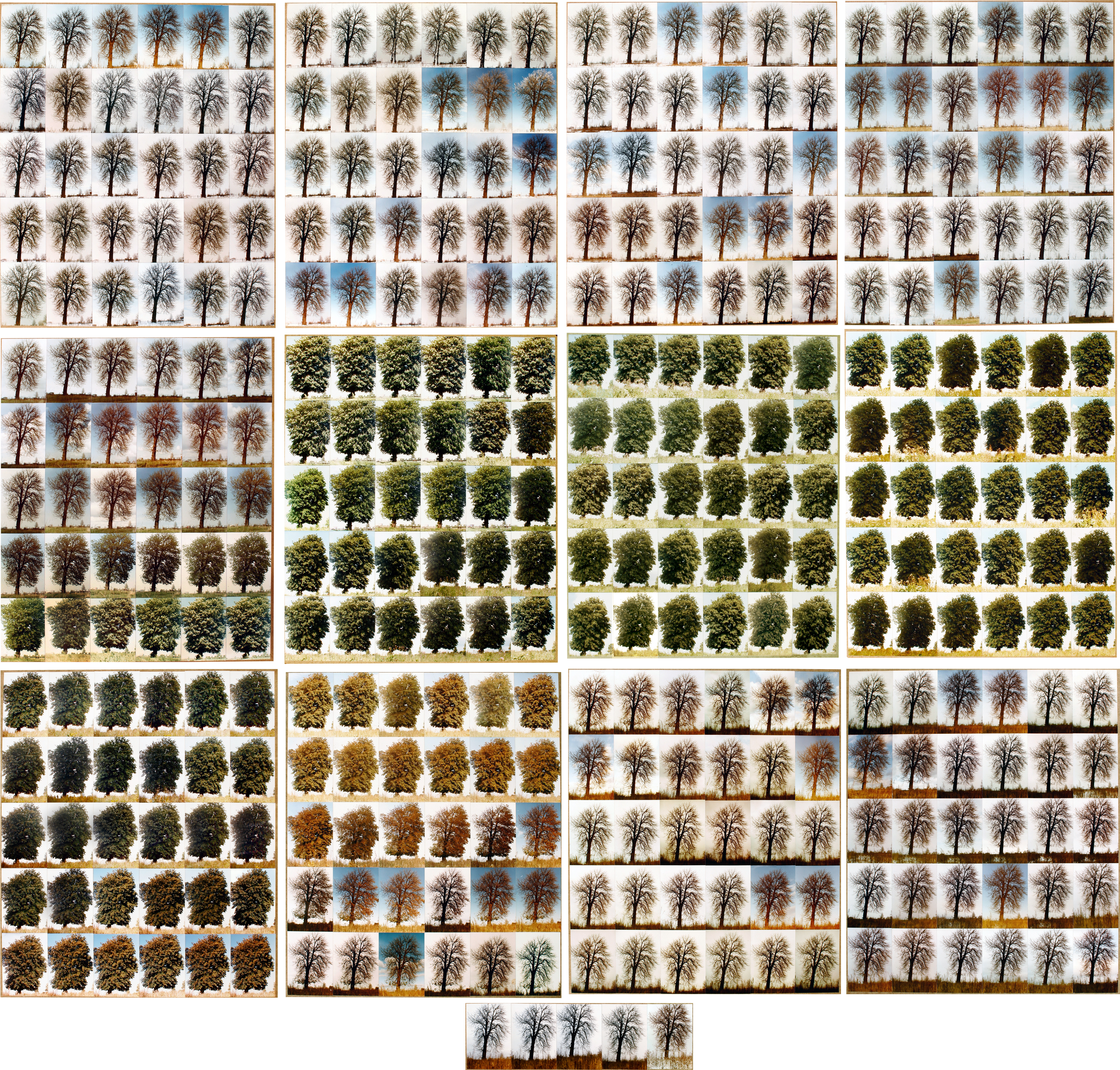
Jacek Tylicki: 365 dní, Jedna fotografie stromu denně, Lund, Švédsko, 1979, konceptuální umění, chronofotografie, refotografie

Jacek Tylicki (* 16. června 1951, Sopoty) je polský multimediální umělec tvořící v USA. Je jedním z předchůdců konceptualismu a zakladatel populární Now Gallery v New Yorku. Ve své tvorbě, kterou zahájil v roce 1973, bezprostředním způsobem (bez zásahu člověka) využíval přírodu jako tvůrčí médium. Tímto způsobem vytvořil celou řadu děl z oblasti land artu a takzvaného přírodního umění.

## Tvorba
Ve své práci využívá land art, instalace, video a fotografie. Často se zabývá sociálními a politickými tématy.
V roce 1973 začal cyklus s názvem "Natural Art", kde na plátno nebo papír nechal působit vodu, vítr a další přírodní živly, ponechával je na dlouhý čas ve volné přírodě (Švédsko, Polsko, Indie, Island, USA). Dává tak přírodě možnost vytvářet formu podobně jako tvoří umělec.
V letech 1974 - 1990 pracoval na projektu Anonymous Artists (časopis Anonymní umělci), ve kterém vyzýval umělce, aby předkládali své práce bez uvedení jména.
V roce 1985 vytvořil instalaci Chicken Art, během které změnil galerii Now Gallery na Manhattanu na kurník. Namaloval realistické obrazy kuřat, slepic a kohoutů, ty pověsil na stěny galerie, ve které si je prohlížely živé slepice. Prohlásil: "Pro kuře je nejkrásnější kuře."
Dalším projektem byl Free Art, kde pozvaní slavní umělci New Yorku jako například Mark Kostabi, Rodney Greenblat a další rozdávali své práce zdarma.
Fotografie hraje klíčovou roli v jeho práci jako záznam prchavosti a pomíjivosti.

## Výstavy

### Samostatné výstavy
Výběr:
- Gallerie Porten, Lund, Švédsko 1976
- BTJ Gallery, Lund, Švédsko, 1979
- Gallery 38, Kopenhagen, Dánsko, 1979
- Galeria Sien Gdanska, Gdańsk, 1979
- Galerie S:t Petri, Lund, Švédsko, 1979
- Galeria Akumulatory 2, Poznań, 1979
- Galerie Sudurgata 7, Reykjavík, Islandia, 1979
- Galerie Kanal 2, Kopenhaga, Dánsko, 1980
- Galeria BWA, Sopoty, 1980
- Galerie Sudurgata 7, Reykjavík, Island, 1980
- Club 57, New York, USA, 1982
- Now Gallery, "Chicken Art", New York, USA, 1985
- Fashion Moda Gallery, " Attack", New York, USA, 1986
- Now Gallery" Free Art", New York, USA, 1987
- U Gallery, New York, USA, 1995

### Společné výstavy
Výběr:
- Galeriet, Lund, Švédsko 1976
- Galerie Brass, Malmo, Švédsko 1977
- EXEN, Copenhagen, Dánsko 1979
- Nordic Experimental Art Festival, Island 1979
- Experimental Environment II, Living Art Museum, Island 1980
- New Avantgarde, BWA, Sopot, Polsko 1981
- ARTEDER International, Bilbao, Španělsko 1982
- Now Gallery, New York, USA 1984
- Avenue B Gallery, New York, USA 1984
- 8BC Gallery, New York, USA 1985
- Nite Gallery, New York, USA 1985
- Fusion Gallery, New York, USA 1986
- Artifacts Gallery, Miami, USA 1986
- No-Se-No Gallery, New York, USA 1986
- Sculpture Garden, New York, USA 1986
- Binghamton University Gallery, stát New York, USA 1987
- Fashion Moda Gallery, New York, USA 1986
- Limelight, New York, USA 1988
- Foundation SFINKS, Sopot, Polsko 1993
- Akademie Der Kunste, Berlín, Německo 1994
- SFINKS, Sopot, Polsko 2002
- Land Art Festival, Toruń, Polsko, 2011
- Dublin Biennial, Dublin, Irsko, 2012

## Galerie

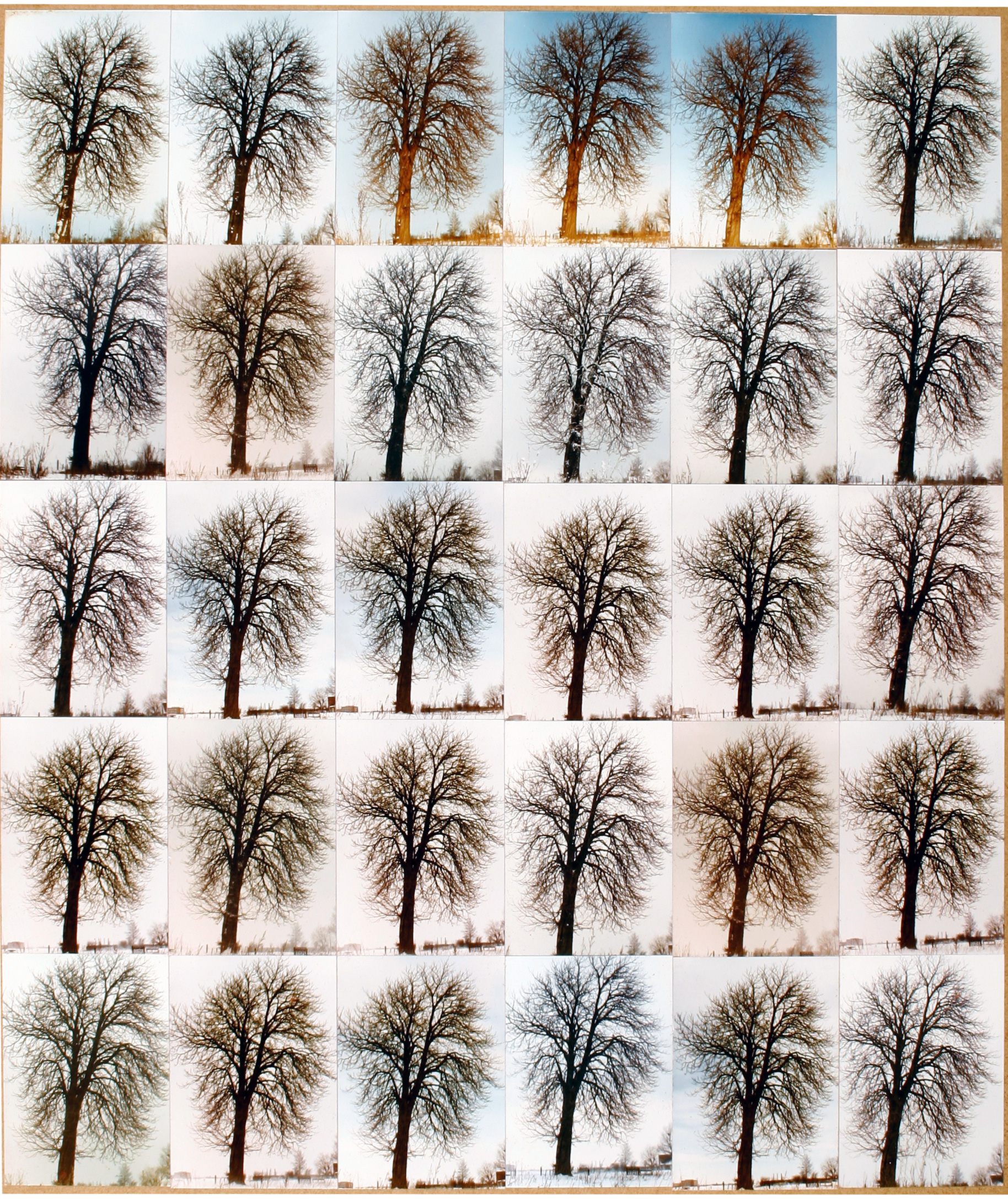
Leden
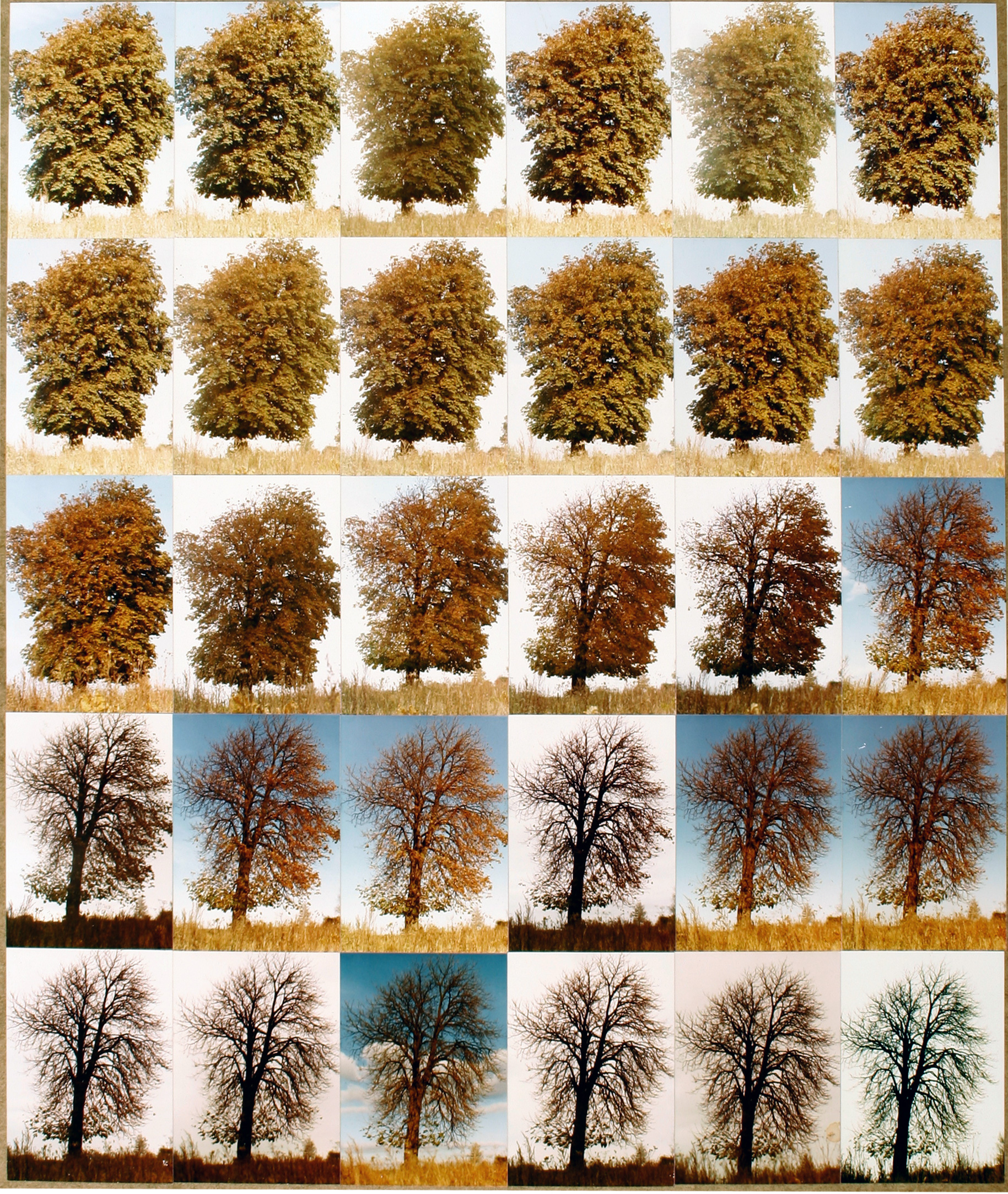
Říjen
- 365 days tree
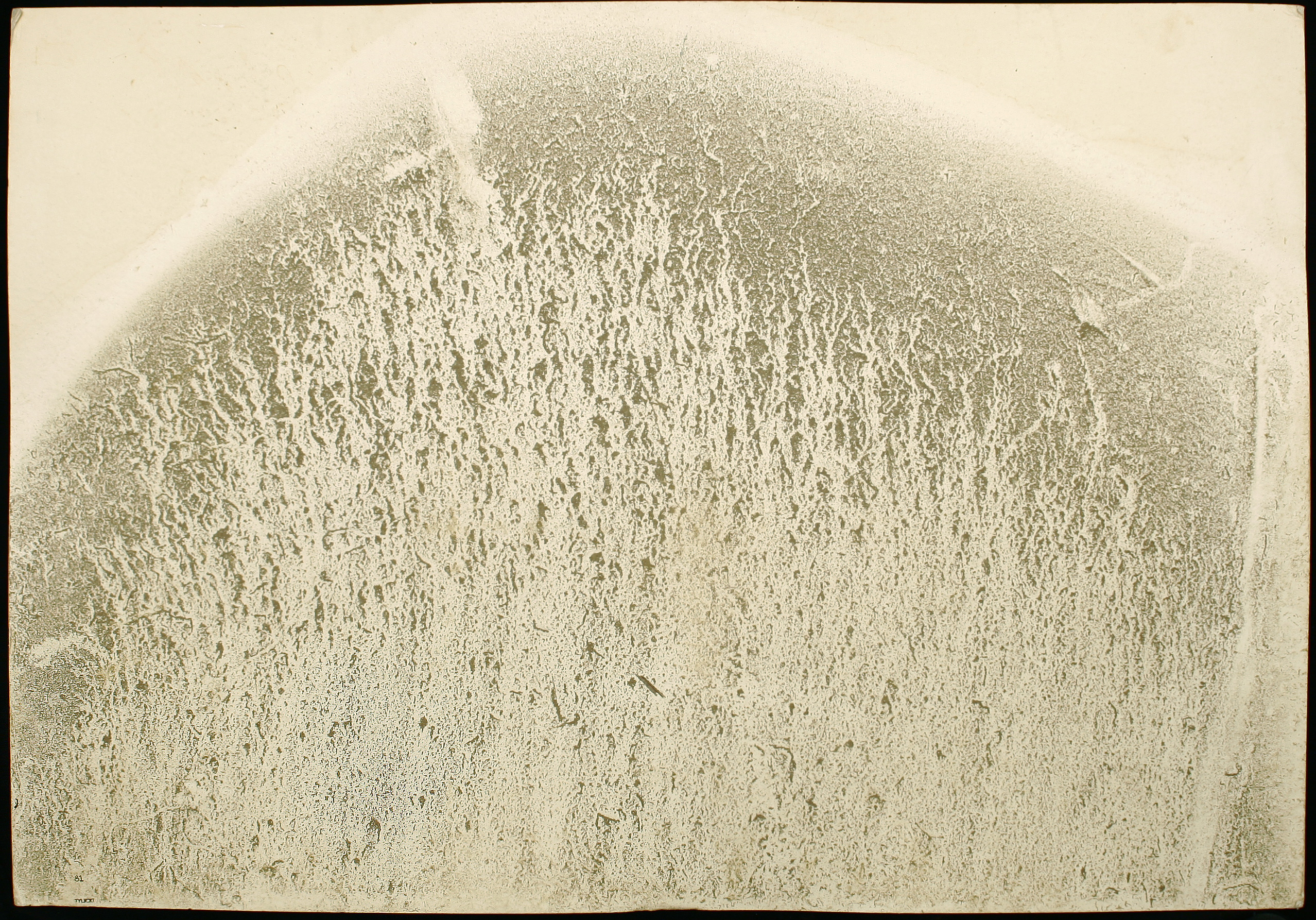
Natural art, Nr. 81. Created by Nature. 3 dny na dně řeky Hoje, Lund, Švédsko, 727 x 507 mm, 16.-19. června 1978